# Лю Чжэшэн
Лю Чжэшэн (кит. 柳哲生; 1914—1991) — китайский военный, лётчик-ас Второй мировой войны. Летал на американском биплане Curtiss F11C Goshawk. Позднее на советских истребителях: полутораплане И-15 и моноплане И-16 одержал 10 личных побед и две — в группе. За каждую воздушную победу получил медаль (кит. 星序獎章, англ. Star Medal).

## Биография
Родился 22 февраля 1914 года в городе Баодин китайской провинции Хэбэй, в семье кадрового офицера.
В 1931 году пошёл по стопам отца, поступив в Центральную офицерскую академию, когда сложилась чрезвычайная ситуация в Маньчжурии. В 1934 году он перешёл в Центральную авиационную школу, успешно окончив её 12 октября 1936 года. Стал участником Японо-китайской войны в составе 21-й эскадрильи 4-го истребительного полка, оснащённого самолётами Curtiss F11C Goshawk. В конце сентября 4-й иап был преобразован в 5-й истребительный полк и начал получать советские самолёты И-16 и И-15, завершив своё перевооружение в начале 1938 года.
Последнюю свою воздушную победу одержал 16 июля 1940 года и в октябре этого года вернулся в 4-й иап командиром 21-й эскадрильи.
Дослужившись до генерал-майора Китайских ВВС, уволился с военной службы в 1963 году.
После выхода на пенсию жил в Тайбэе. В конце 1990 года он посетил своих родственников в Канаде. Здесь перенёс кровоизлияние в мозг и умер 18 февраля 1991 года.